# 中国影帝温家宝
《中国影帝温家宝》是中国作家余于2010年8月16日在香港出版的一本批评時任中华人民共和国国务院总理温家宝的著作。书中包括了“温家宝神话是怎样造出来的”、“冷看温家宝与网民在线交流”等内容，余杰表示出版该书是向“那些对温家宝抱有幻想的海内外人士当头棒喝”。

## 出版爭議
2010年7月，在该书出版之前，余杰被中国警方传讯。余杰称警方传讯他的目的是阻止他出版该书，还有「國內安全保衛支隊」对他说明温家宝不是普通公民，批评温家宝可能涉嫌危害国家安全、损害国家利益，要负严重的刑事责任，并威胁他可能会因此被提起刑事诉讼并像刘晓波一样被判重刑。余杰回应，温家宝如果认为其名誉遭受损失，可以通过法律途径来告他；同时他申明该书的出版计划不会改变，并称“刘晓波判决书中的言论，我的文章中都有；你们要因言治罪，我会坦然承担”。
据余杰介绍，《中国影帝温家宝》的一小部分内容可见余杰在博讯网站的专栏。

## 各方反应
- 本书出版之后，互联网上有消息称，中国政府有关部门曾经“计划抓捕”余杰，但是被温家宝制止。余杰向美国之音记者表示，尽管该消息无法鉴别真伪，他的日常生活和工作在该书出版后一切正常，没有感受到来自官方的压力，周围也没有便衣警察盯梢、国保前来问话。余杰说，迄今为止，他一直享受着这种程度的自由[5]。
- 公盟创始人之一许志永表示赞同当局迄今为止对待余杰的态度，认为这是社会逐步走向开放的表现[5]。